# Kritisk massa
Kritisk massa är i sin ursprungliga, fysikaliska, betydelse den massa som krävs för att en kedjereaktion skall kunna vidmakthållas i en klump fissilt material, det vill säga att kärnreaktionen är självgående.
Den kritiska massan är inte enbart beroende av materialet, utan påverkas av den geometriska formen materialet har, densitet, materialets renhet och temperatur. Den form som ger minsta möjliga kritisk massa är den av en sfär. Dessutom kan man påverka den kritiska massan med neutronreflekterande material, såsom beryllium eller volfram.
I överförd betydelse syftar kritisk massa på ett antal eller en kvantitet av någonting som är nödvändig för att en viss process ska kunna vara möjlig. Det kan till exempel vara ett minsta antal personer i en grupp för att en aktivitet ska kunna genomföras. Jämför till exempel cykelevenemanget Critical mass.

## Kriticitet
När en kärnreaktion i en klump fissilt material är självuppehållande, säger man att massan är kritisk. Det finns ingen ökning eller minskning i kraft, temperatur eller neutronmängd (utöver att mängden klyvbart material långsamt konsumeras av kärnklyvningarna). Ett numeriskt mått på en kritisk massa är kriticitetsfaktorn k, ett medeltal på hur många neutroner per klyvning som startar en ny klyvning. När k=1 är massan kritisk och reaktionen nätt och jämnt självförsörjande. 

## Superkritisk massa
Om kärnreaktionen i klumpen med fissilt material inte bara är självförsörjande, utan ökar exponentiellt, är massan superkritisk eller överkritisk, och kriticitetsfaktor k är större än 1. Detta är den avsedda konfigurationen vid konstruktion av kärnvapen.

## Demon Core-experimenten
Demon Core var det informella namnet på ett klot av plutonium som användes i forsknings- och demonstrationssyfte och som var mycket nära sin kritiska massa. Demon Core-experimenten är samlingsnamnet på två allvarliga strålningsolyckor där klotet var inblandat.
Första incidenten ägde rum 21 augusti 1945. Det var forskaren Harry Daghlian som utförde ett försök med små marginaler med att hitta plutoniumklotets kritiska massa. Han omgärdade sfären av block gjorda av volframkarbid.  Volframkarbiden fungerade som reflektor, och gjorde alltså att fler neutroner stannade i plutoniumet. När Daghlian skulle lägga ner det sista blocket så ljöd automatiska system installerade för att mäta hur mycket neutroner plutoniumklotet utsöndrade. Han avbröt då experimentet men när han försökte ta bort det sista blocket volframkarbid så tappade han det rakt på plutoniumkärnan som direkt nådde kritisk massa vilket utlöste en kärnreaktion. Harry Daghlian fick en mycket stark stråldos. Han dog tjugofem dagar senare trots intensiv behandling mot strålningsskadorna.
Den andra incidenten med the Demon Core skedde i slutet av maj 1946 då forskaren Louis Slotin utförde ett experiment som kallades tickling the dragon's tail. Experimentet kom att kallas så på grund av de extrema riskerna som omgärdade hela proceduren. Det var en variant på Harry Daghlians experiment men till skillnad från det förstnämnda så försökte man här hitta den exakta punkten då en massa blir kritisk och en kärnreaktion uppstår.
Experimentet genomfördes genom att två ihåliga halvor av beryllium sänktes ner över plutoniumkärnan. Beryllium reflekterar neutroner precis som volframkarbid, och användes här för att gradvis närma sig en kritisk konfiguration genom att med ökande reflektion minska neutronförlusterna. Om de två halvorna av beryllium skulle läggas helt mot klotet skulle det definitvt hamna ovanför den kritiska punkten. Det enda som såg till att halvorna inte slöt sig runt klotet var Slotin och en skruvmejsel som han använde för att sänka och höja halvorna för att därmed manipulera reaktiviteten.
Slotin tappade taget om skruvmejseln och klotet nådde direkt sin kritiska massa. En ljusblå blixt sköt ut från klotet och en värmevåg träffade Slotin. Slotin handlade snabbt och slog isär halvorna, men vid det laget var det redan försent. Louis Slotin dog nio dagar efter det misslyckade experimentet av akuta strålskador. Slotin räddade livet på övriga deltagare genom att stå böjd över klotet och skydda övriga från strålningen.